# Jürgen Klein (Bildhauer)
Jürgen Klein (* 14. Februar 1904 in Frankfurt am Main; † 1978 ebenda) war ein deutscher Bildhauer.

## Leben
Jürgen Klein studierte an der Staatlichen Kunstakademie München sowie in Berlin.
Ab 1930 wirkte Klein als freischaffender Künstler. Er lebte in Bückeburg.

## Werke

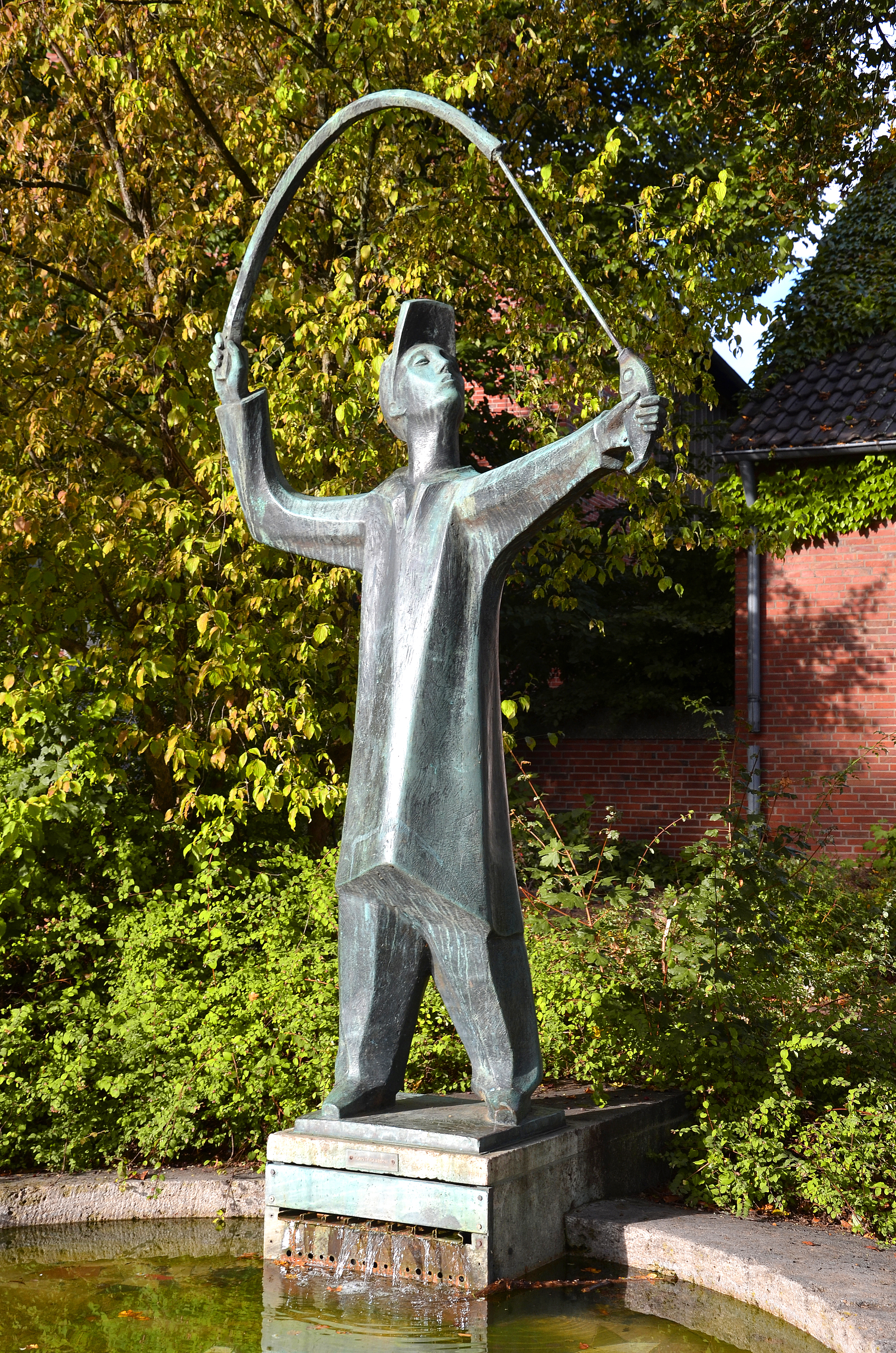
Ricklinger Butjer in Hannover

- Gesund wie ein Fisch im Wasser, 1954 eingeweiht, Breite Straße 17 (Bückeburg), Muschelkalk[3]
- Ricklinger Butjer, Marktplatz in Oberricklingen (Hannover), 1959, Höhe 220 cm[2]; genannt Butjerbrunnen[4][5]
- Lesender Jüngling, Stadtteilbücherei Döhren (Hannover), 1962, Muschelkalk, Höhe 145 cm[2]
- Mobile, Stahlskulptur, Schulzentrum Paul-Erdniß-Straße 1 (Rinteln), errichtet 1975[3]